# Abelus maculatus
Abelus maculatus är en insektsart som beskrevs av Schmidt. Abelus maculatus ingår i släktet Abelus och familjen hornstritar. Inga underarter finns listade i Catalogue of Life.